# ابرمکعب
|                           |                        |
| تسرکت (ابرمکعب چهار بعدی) | مکعب (ابرمکعب سه بعدی) |

در هندسه، اَبَرمکعب یا فوق‌مکعب همتای اِن-بعدی مربع (اِن=۲) و مکعب (اِن=۳) است.  فوق مکعب، یک شکل محدب، فشرده و بسته است که از دو گروه پاره‌خط موازی با طول یکسان تشکیل شده که در همهٔ ابعاد فضا بر یکدیگر عمود هستند.
اَبَرمکعب با نام اِن-مکعب (n-cube) نیز شناخته می‌شود.
یک ابرمکعب حالت خاصی از اَبَرمکعب‌مستطیل (hyperrectangle) (که با نام ارتوتوپ (orthotope) نیز شناخته می‌شود) است.
یک ابرمکعب واحد، یک فوق‌مکعب با طول ضلع ۱ است.

## ساخت

روش ساخت تسرکت از یک نقطه

۰-یک نقطه، یک اَبَرمکعب با بعد صفر است. (یعنی نقطه را می‌توان نوعی فوق‌مکعب در فضای {\displaystyle R^{0}} در نظر گرفت)
۱-اگر این نقطه به اندازهٔ یک واحد به سمتی، حرکت کند، یک پاره‌خط پدید می‌آورد. پاره‌خط یک اَبرمکعب با بعد یک است. (به بیان دیگر پاره‌خط نوعی فوق‌مکعب در فضای {\displaystyle R^{1}} است.)
۲-اگر این پاره‌خط در جهت عمود بر طول خودش، به اندازه یک واحد جابجا شود، یک مربع دوبعدی پدید می‌آورد. (این مربع، یک ابرمکعب در فضای {\displaystyle R^{2}} خواهد بود.)
۳-اگر این مربع به اندازهٔ یک واحد، در راستای عمود بر سطح خودش، جابجا شود، یک مکعب سه‌بعدی پدید خواهد آمد (ابرمکعبی در فضای ریاضی {\displaystyle R^{3}}).
۴-اگر این مکعب در بُعد چهارم به اندازهٔ یک واحد، جابجا شود، یک تسرکت چهاربعدی به‌دست خواهد آمد. (تسرکت یک ابرمکعب در فضای {\displaystyle R^{4}} است.)

چرخش تسرکت

این شیوه در باره فضای اِن-بعدی، و دستیابی به ابرمکعب‌های اِن-بعدی نیز قابل گسترش است.
این فرایند حرکت بر امتداد عمود بر شیء، می‌تواند به شیوهٔ ریاضی با جمع مینکوفسکی بیان شود.
ابرمکعب dبعدی، یک جمع مینکوفسکی از پاره‌خط‌های دوبدو متعامد شکل گرفته و در نتیجه یک مثال از زونوتوپ است.
از دیدگاه ریخت‌شناسی (توپولوژی) ساختار تک-اسکلتی ابرمکعب یک گراف ابرمکعب است.

## مختصات
یک ابرمکعب واحد چندبعدی، یک سطح محدب از نقاط با دگرگونی‌های علامت در مختصات کارتزین است {\displaystyle (\pm 1/2,\pm 1/2,\cdots ,\pm 1/2)}. طول هر ضلع آن برابر ۱ و حجمش نیز ۱ واحد است.
همچنین یک ابرمکعب اِن-بعدی اغلب به عنوان رویهٔ محدب تلقی شده‌است {\displaystyle (\pm 1,\pm 1,\cdots ,\pm 1)}. اغلب این فرم به‌خاطر سهولت در نوشتن مختصات انتخاب شده‌است. طول لبهٔ آن ۲ و رتبه اِن-بعدی‌اش نیز {\displaystyle 2^{n}} است.